# Ctenogobius parvus
Ctenogobius parvus és una espècie de peix de la família dels gòbids i de l'ordre dels perciformes.
És un peix d'aigua dolça i de clima tropical. Es troba a Àsia: la Xina. És inofensiu per als humans.